# Remigio Crespo Toral
Remigio Crespo Toral (Cuenca, 4 de agosto de 1860 - 8 de julio de 1939) era un destacado escritor y hombre público cuencano, considerado como una de las figuras más importantes de la poesía y de la literatura ecuatoriana. Crespo Toral destacó no sólo en la literatura sino también en la política ecuatoriana. Desempeñó cargos diplomáticos, administrativos y políticos como los de: Diputado por la Provincia del Azuay (1883, 1890, 1899, 1903, 1904 y 1915), Rector de la Universidad de Cuenca (1925-1939), Director de Estudios del Azuay (1894), Abogado Consultor del Ecuador en Madrid (1905), Cónsul de Chile en Cuenca (1899), entre otros.
Fue el cuarto de los siete hijos de Manuel Crespo Patiño (1819-1893), Alcalde de Cuenca y de Doña Mercedes Toral y Sánchez de la Flor (1828-1909), hermana del obispo de Cuenca, Remigio Toral (1814-1883). Entre sus hermanos, uno que fue bastante conocido era Roberto (1851-1923), un eminente hombre de negocios.

## Biografía

### Juventud
Nació en la ciudad de Cuenca, provincia del Azuay, Ecuador, el 4 de agosto de 1860, en una casa situada en las calles Luis Cordero y Presidente Córdova, en la que hoy funciona la Casa de la Cultura Ecuatoriana (Núcleo Azuay). Fue bautizado por el presbítero Sr. Manuel Hurtado, en la parroquia del Sagrario de Cuenca, el mismo día de su nacimiento, con los nombres de José Benigno Salvador. El de Remigio fue probablemente añadido posteriormente.

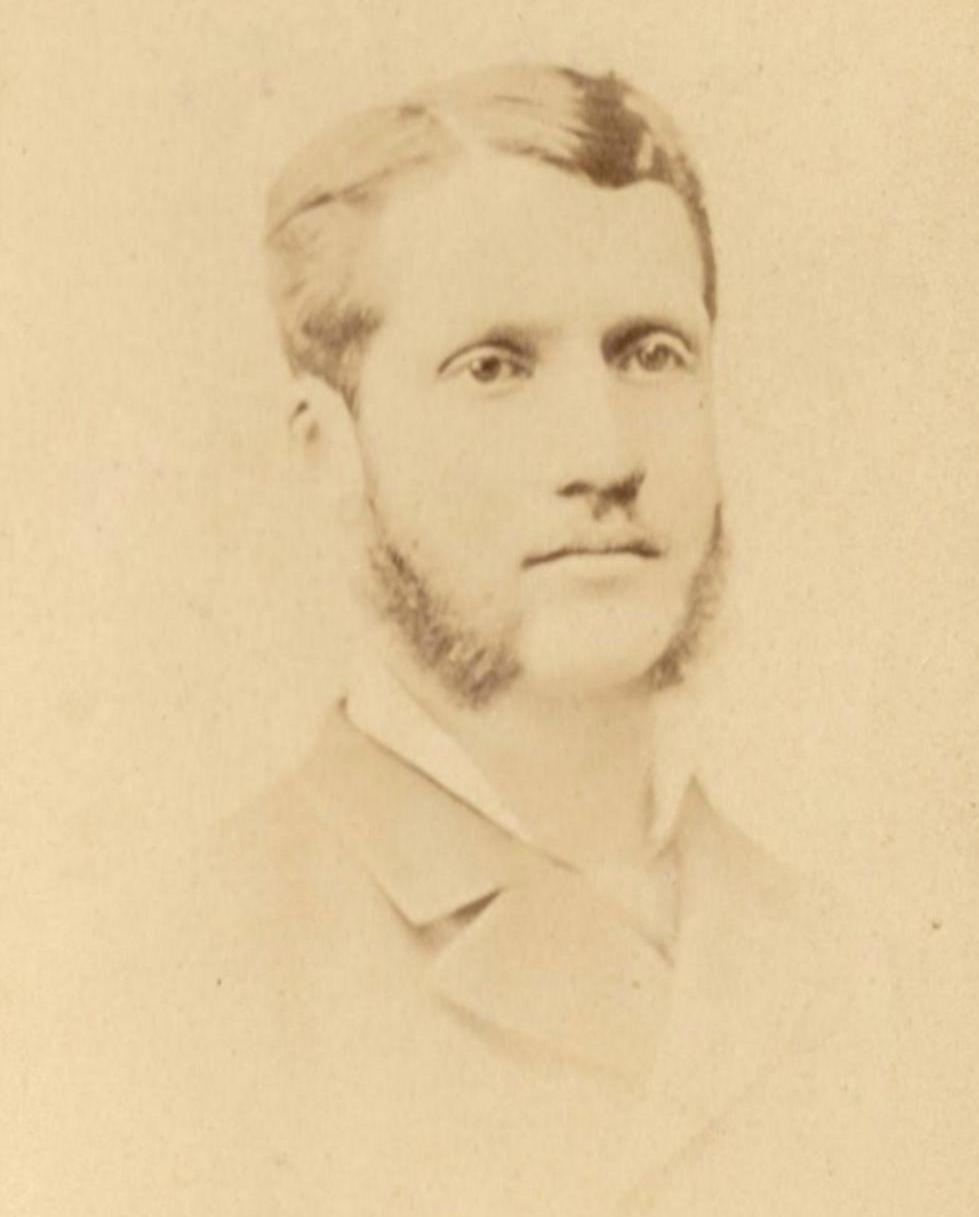
Crespo Toral 1885

Pasó su infancia en la Hacienda de Quingeo, propiedad de su padre en los silenciosos y escondidos campos del valle del mismo nombre, cerca de Cuenca, en donde tenían una casa. Allí fue donde Remigio recibió las primeras enseñanzas de su madre, quien le enseñó a leer y a escribir, siendo esa la manera con la cual hizo todos sus estudios primarios. Después de su infancia en la propiedad familiar, a los trece años de edad, como sus hermanos mayores, estudió en el Colegio Seminario San Luis de Cuenca, a donde entró el 1 de octubre de 1873. Dicho colegio era considerado en aquella época como el mejor de la ciudad, en donde eran educados los más distinguidos hombres de Cuenca, entre los cuales Alberto Muñoz Vernaza y su hermano Nicolás Muñoz Vernaza, Rafael María Arízaga, Honorato Vázquez, que fueron compañeros de Remigio. Fue allí donde este último estudió hasta 1877, habiendo cursado allí sus estudios secundarios y donde se destacó en lenguas, historia y geografía, religión, humanidades y latín, en los exámenes. En 1874, fue invitado a formar parte del Liceo de la Juventud Literaria de Cuenca, de lo que escribió en su autobiografía:
En 1874 ingresé a El Liceo de la Juventud presidido entonces por el Dr. Julio Matovelle: antes había escrito ya algunos ensayos en prosa y verso. En El Liceo comencé a escribir en los periódicos literarios manuscritos que redactaban los socios: en "La Abeja" principalmente y fundé "El Alba".
En 1877, entró a la Universidad de Cuenca, para estudiar derecho y de esa manera obtener el título de abogado, hecho que sucedió nueve años más tarde, el 24 de mayo de 1886. Desde su juventud, Crespo Toral se interesó en el periodismo y la literatura, por lo cual, en 1881, fundó, junto con el Dr. Honorato Vázquez un periódico al que llamaron El Correo del Azuay donde Crespo publicó numerosos artículos sobre la política. En varios de ellos, denunciaba y criticaba al dictador de la República, Ignacio de Veintemilla, quien al enterarse de ello, mandó a perseguirlo (1882). En 1883, el general de Veintimilla fue derrocado y el nuevo Presidente de Ecuador, el Dr. Luis Cordero Crespo, cuencano que estimaba a Crespo Toral lo designó diputado por la Provincia del Azuay. Crespo Toral ocupó este cargo, llegando a ser uno de los diputados más jóvenes de la historia nacional.

### Edad adulta
Su primer amor, hacia su prima hermana, María Teresa Toral Malo (n. en 1866), dejó una huella indeleble en toda su poesía, especialmente en su libro publicado en 1917, llamado La Leyenda de Hernán. En 1885, Teresa puso fin a su relación con Crespo Toral al casarse con el General Antonio Vega Muñoz (1856-1906), afectando a Crespo Toral.

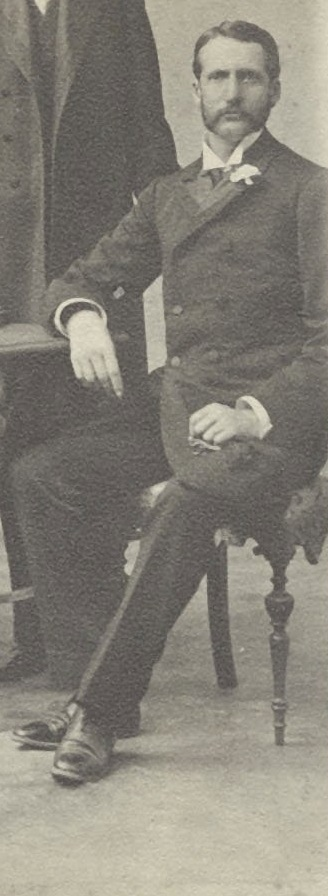
Valparaíso, 1905 mientras era el Abogado Consultor de la República en el conflicto con Perú.

#### Matrimonio
En los años 1880, debido a su talento de escritor, Crespo Toral era muy conocido en Cuenca, y en 1886, cuando tenía veinte y cinco años, un hombre de gran importancia, el Gobernador del Azuay, Dr. Manuel Vega Dávila, personaje que lo estimaba y confiaba en su gran inteligencia, le dio la mano de su hija Elvira, de dieciocho años, con la que contrajo matrimonio el 23 de octubre de 1886 y con la que tuvo nueve hijos. Estos fueron: Remigio (1889), Elvira (1890), Cornelio (1891), Rosa Blanca (1893), José (1896), Rafael  (1897), Filomena (1899), Panchita (1901), Emilio (1903) y Teodorin (1914).

#### Vida pública de 1885 a 1913
En 1885, a los veinticinco años, Crespo Toral publicó por primera vez su libro titulado Mi Poema "vaciado en el molde de Núñez de Arce” según el mismo confesó, el cual le mereció la crítica de un extranjero por primera vez, la del destacado chileno Benjamín Vicuña Mackenna. En 1888, con su poema América y España, Crespo Toral obtuvo la lira de oro y el primer premio en un certamen organizado por la Real Academia Española, de la cual Crespo fue miembro desde 1889. En 1889, año en el que publicó su libro Últimos pensamientos de Bolívar, viajó por Perú y Chile. De retorno al Ecuador, en 1890, fue nombrado Diputado por la Provincia del Azuay, calidad con la cual viajó acompañado de su joven esposa a Quito para asistir al Congreso de 1890.
En el año 1893, junto con Honorato Vázquez y Miguel Moreno fundó la revista La Unión Literaria en Guayaquil, en la cual escribía bajo el seudónimo de Stein. En 1895, junto con su amigo Honorato Vázquez, viajó a Caracas como uno de los Representantes del Ecuador en la Celebración del centenario de nacimiento del patriota venezolano Antonio José de Sucre, al que Crespo Toral elogiaría en su obra Canto a Sucre, publicada en 1897. En el año de 1898, Crespo Toral viajó a Estados Unidos, Inglaterra y Francia, acompañando a su anciano y enfermo suegro, el Dr. Manuel Vega Dávila, con quien luego volvió a Cuenca, en donde falleció este último.
Durante su gobierno, el general Eloy Alfaro, destacado político quien a pesar de ser contrario a las ideas conservadoras de Crespo Toral, lo nombró Diputado por la provincia del Azuay, hecho sucedido en el año 1898. Entonces, Crespo Toral concurrió al Congreso en esa calidad desde 1898 hasta 1899. En septiembre de 1899, Crespo Toral fue designado Cónsul de Chile en Cuenca. En 1903 y 1904, fue por cuarta vez Diputado por la Provincia del Azuay y asistió a la Asamblea en Quito.

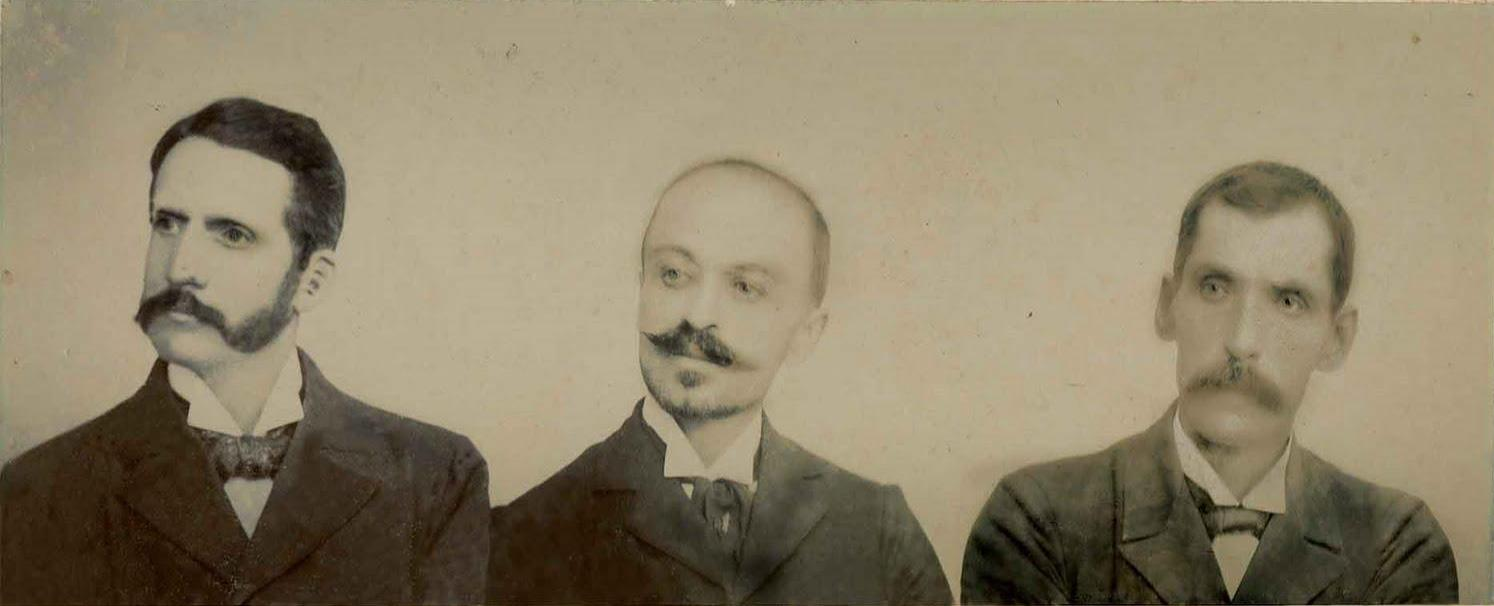
Guayaquil, 1903. De izquierda a derecha: Dr. Remigio Crespo Toral, Dr. Honorato Vázquez Ochoa y Dr. Miguel Moreno Ordóñez. Fotografía de Menéndez & Jaramillo.

En 1905, el presidente Leónidas Plaza Gutiérrez lo contrató como Abogado Consultor de la Legación del Ecuador en el Perú y España, que estaba a cargo del Dr. Honorato Vázquez Ochoa, gran amigo de Crespo, para defensa del pleito territorial del Ecuador y el Perú, encomendado al arbitraje del Rey de España Alfonso XIII. Entonces, Crespo Toral viajó en una gira diplomática con Honorato Vázquez, Ramón Menéndez Pidal y otras personas a Lima, Santiago de Chile, Buenos Aires, Río de Janeiro, Lisboa, llegando finalmente a Madrid el 4 de junio de 1905. De vuelta a Cuenca, publicó en el año de 1906, el folleto intitulado Algo acerca de la enseñanza universitaria. En 1908, reeditó su libro Mi Poema. En 1909, al cumplirse el primer centenario del grito de la independencia, Crespo Toral publicó un libro titulado Cien años de emancipación. En ese mismo año, su hija mayor, Elvira contrajo matrimonio con Gonzalo Cordero Dávila, hijo del prominente hombre político y expresidente Ecuatoriano, Don Luis Cordero Crespo, volviéndose Crespo Toral el consuegro de este ilustre personaje. En 1910, al suceder un nuevo conflicto con Perú, el cual casi terminó en guerra, Crespo Toral calificó a 1910 como un "año terrible".
En 1913, participó en la fundación del Banco del Azuay, primer banco existente en Cuenca, liderada por un destacado hombre de negocios, Federico Malo Andrade. Algunos años más tarde, Crespo Toral sería el vicepresidente de esa gran institución bancaria. En el año 1915, en junta de distinguidos ciudadanos de Cuenca como Julio Matovelle, Honorato Vázquez, Alberto Muñoz Vernaza, Ezequiel Márquez, Francisco Talbot, entre otros, fundó el Centro de Estudios Históricos y Geográficos del Azuay.

#### Coronación

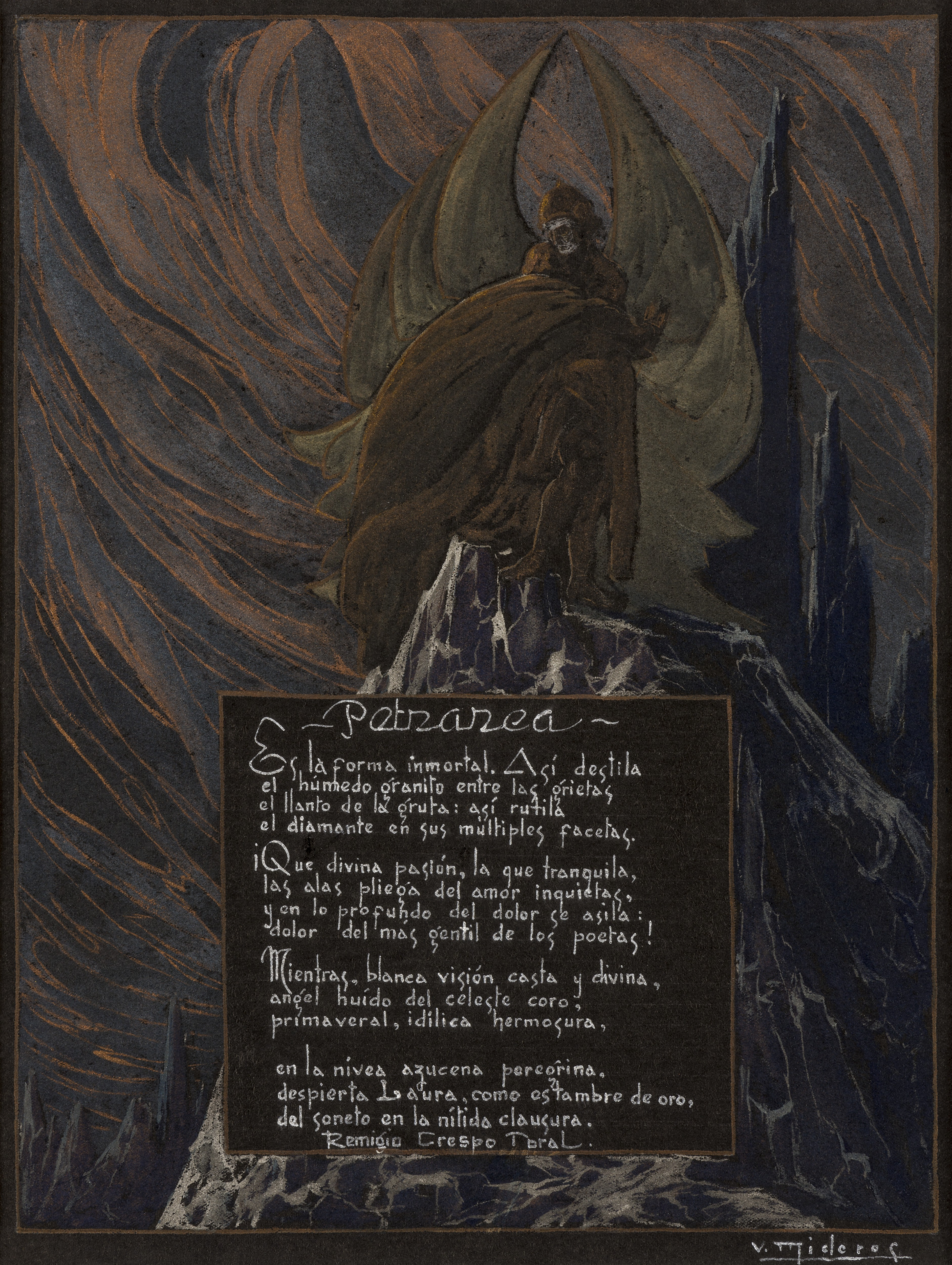
Petrarca poema de Crespo Toral ilustrado por Víctor Mideros

En el año de 1917, el Presidente de la República, Dr. Alfredo Baquerizo Moreno, la Universidad de Cuenca y numerosas personas que valoraban el talento de escritor de Crespo Toral decidieron coronarlo como Poeta Nacional. Esta fue una ceremonia muy importante, que tuvo lugar el 4 de noviembre de 1917 en la Plaza Mayor de la ciudad de Cuenca, la Plaza Vargas Torres (ahora Parque Calderón) a la que asistió toda la ciudad, incluyendo altas personalidades políticas como el Presidente Baquerizo Moreno, los Embajadores de los Estados Unidos, Bélgica, Chile, Perú, entre otros. En el acto solemne, intervino el Dr. Rafael María Arízaga, quien colocó sobre las sienes del Dr. Crespo Toral una áurea corona de laureles.

### Últimos años
En 1919, fundó, junto con Alfonso Moreno Mora, la Fiesta de la Lira, un concurso literario que tenía lugar en las afueras de Cuenca, en tranquilas tierras de la campiña azuaya.
El 4 de noviembre de 1920, al aterrizar por primera vez un avión en Cuenca, piloteado por el aviador italiano Elia Liut, una gran multitud estuvo presente en el evento, como por ejemplo Crespo Toral, quien era una persona de gran importancia en Cuenca, por lo cual pronunció un discurso donde puso énfasis en el aislamiento, el abandono y el atraso que sufría de Cuenca y del Azuay:

"Ya solo nos quedan los caminos del cielo."

Uno de los últimos cargos que desempeñó este ilustre azuayo fue el de Presidente del Consejo Municipal de Cuenca en 1926. En 1925, fue designado Rector de la Universidad de Cuenca (lugar donde había estudiado cinco décadas antes), ocupando este importante cargo hasta su muerte, ocurrida en Cuenca, el 8 de julio de 1939, frisando ocho décadas de existencia.

## Cargos y afiliaciones

### Educación y cultura
- Miembro de la Academia Ecuatoriana de la Lengua, 1890
- Fundador de la "Fiesta de Lira", 1929
- Director de "Estudios del Azuay", 1894
- Rector de la Universidad de Cuenca, 1925-1939

### Político y servidor público
- Diputado por Azuay en cuatro ocasiones, 1883, 1890, 1898-1899, 1903-1904
- Cónsul de Chile en Cuenca, 1899
- Presidente Consejo Municipal de Cuenca, 1926

### Empresas
- Fundador del periódico El Progreso, 1885
- Fundador de la revista La Unión literaria, 1885
- Abogado Consultor del Ecuador en Madrid, 1905
- Fundador y vicepresidente del Banco del Azuay, 1913

## Resumen de sus escritos

### Poesía
Los principales poemas son Últimos pensamientos de Bolívar, donde da su interpretación histórica de la independencia a partir de la reconstrucción de las meditaciones del libertador antes de su muerte. Por otro lado, la publicación de "Mi Poema" muestra a Crespo Toral en su lugar de origen, con sus creencias como un poeta castizo tradicional. Esto lo desarrollaría con mayor profundidad en su obra "España y América" en donde narra la relación entre ambos y cómo la identidad de la segunda se construye a partir de la primera. Por último, su cuarto poema destacado es "La Leyenda de Hernán" de igual manera autobiográfico que permaneció inédito por quince años y donde desarrolla en 3.498 versos un paisaje romántico y un amor idílico entre Hernán y Juana hasta que tiene que sufrir el destierro. Este poema corresponde a la respuesta que da el poeta a la problemática de la literatura americana que se caracteriza por falta de color local debido a un desprecio de lo doméstico: la ciudad, el terruño, la nación, el continente, el linaje y los antepasados. La obra poética de Crespo Toral se ve influenciada por dos hechos importantes, la arraigada tradición católica y el aislamiento físico que vivió la ciudad de Cuenca durante el siglo XIX, y a juicio del poeta Gonzalo Escudero, todos los grandes escritores de dicha ciudad pueden ver resumida y representada su obra en la de Crespo Toral:

La clausura de Cuenca durante el siglo diecinueve, su señero e imperturbable aislamiento y su estado de saturación religiosa acusan innegablemente un espíritu introvertido que, volcándose sobre sí mismo y en renuncia sigilosa de todo lo que no constituye su cosmos propio, modela y remodela sus creaciones hasta alcanzar esa suerte de perfección externa que se denomina estilo original. En Crespo Toral incide y se supera todo el proceso de la cultura cuencana y ese estilo alcanza la luz de su equinoccio, de tal suerte que las letras azuayas, sin ningún propósito de subestimación de sus cultores, podrían simbólicamente representarse en la obra de Crespo Toral, como cuando un sorbo del mejor vino añejo nos hace apurar la sangre de todas las vides de una comarca.
Gonzalo Escudero - Revista América en homenaje a Crespo Toral

### Prosa
La segunda parte de la obra se caracteriza por una serie de ensayos tanto históricos como literarios donde desarrolla un sistema de ideas que caracteriza a su vez a la obra poética. Por su parte, Gonzalo Zaldumbide sería quien destacaría el valor de estos escritos ya que tenía "en más al prosista, que al poeta". Por esta razón consideraba sus ensayos como una parte fundamental de su obra, y buscaría impulsarlo en Europa para lograr mayor difusión. Sus escritos en prosa, sin embargo, tratarían el mismo tema que la poesía, a saber, la urgencia del regreso a lo propio. La importancia de la mayor difusión de su obra era para Zaldumbide una tarea urgente, que a pesar de la divergencia con las corrientes literarias de ese momento, debía realizarse. A su juicio:

Este poeta tiene, y en él embebe su poesía, el gusto de la historia y de su filosofía. Ha leído mucho, comprendido todo, meditado el resto. Las pasiones humanas entreábrenle perspectivas a lo infinito. De aquel su rincón perdido en un repliegue de montañas arduas, se eleva, se evade, contempla. Si él estrecha voluntariamente el círculo de sus predilecciones, no es por mediocridad de aspiraciones, ni por adherencia instintiva y hosca a su campanario. Ese es su "inveni portum", la convicción del hombre para quien la literatura no debe ser un simple punto de vista o manera de ejercitar el espíritu, sino un lazo viviente del alma con la tierra que es parte de nuestro ser, que nos pertenece de nacimiento y nos rodea cosas que se parecen a nosotros mismos, las únicas que uno penetra y ama verdaderamente.
Gonzalo Zaldumbide sobre los ensayos de Crespo Toral

Crespo Toral gozó de una formación sólida en el mundo clásico greco-latino y, sin embargo, en la segunda mitad de su vida tuvo que vivir tanto la revolución liberal en Ecuador que cambiaría la vida política tradicional, como el advenimiento del realismo social de la literatura como una revolución cultural encabezado por Benjamín Carrión. Ante esto, tomaría partido por la iniciativa cultural de Aurelio Espinosa Pólit quien buscaba recuperar la enseñanza de los autores clásicos, con su rol de humanista, y crear un canon de la literatura ecuatoriana a través del estudio de su historia. Por esta razón, Crespo Toral dedicaría varios ensayos a esta empresa mostrando su apoyo y aprecio, como sería en su revisión del libro titulado "Virgilio el poeta y su misión providencial" publicado en 1932, como uno de los tantos estudios  del padre Pólit sobre dicho autor:

"Virgilio el poeta y su misión providencial" inicia en estos países de Hispano-América nueva simpatía por los estudios clásicos, que más bien debían calificarse seculares y universales. El Ecuador que extendió el ímpetu revolucionario, por sugestión de vanguardia y menosprecio de la tradición, hasta los campos de la literatura, desterrándolo de las aulas el griego y el latín, hoy ha vuelto a las letras sabias, con el establecimiento de la Facultad que las sustenta en la Universidad Central. [...] En las corporaciones religiosas, continuando la labor de los predecesores insignes desde la Edad Media hasta hoy, ha permanecido encendido el fuego de los númenes greco-latinos, sobre los que se levantó triunfal el arte cristiano, mediante un ensamble de belleza, que forma la parte más delicada de la cultura moderna.
Crespo Toral sobre Aurelio Espinosa Pólit

## Listado de obras
La obra de Crespo Toral es bastante amplia y abarca los temas literarios, políticos y religiosos. Destacó no solo en la poesía sino también en la prosa, con sentidos ensayos de crítica literaria y análisis histórico. Se presenta a continuación la lista de publicaciones más conocidas así como los títulos de la edición de obras completas que se hizo póstumamente en 1977 con la iniciativa de la Biblioteca Ecuatoriana Aurelio Espinosa Pólit que contiene una presentación de Julián G. Bravo, estudios introductorios de Francisco Miranda Ribadeneira y Julio Tobar Donoso.

### Selección de su poesía
- La campaña de los muertos 1884 10 p.

- Últimos pensamientos de Bolívar (1889) 10 p.
- Canto a Sucre (1897)
- Mi Poema (1885) 118 p.
- América y España (1909) 10 p.
- La Leyenda de Hernán (1917) en 175 p.
- Genios (1917) 129 p.
- Plegaria (1934) 162 p.

### Selección de ensayos literarios, políticos y religiosos
- Selección de ensayos (1936) 519 p.
- Cien años de emancipación, 1809-1909 (1909) 49 p.
- Bicentenario de la comisión científica para medida en el Ecuador, de un arco del meridiano terrestre (1936), 12 p.
- Escritos en prosa, la conciencia nacional y otros ensayos
- La armonía social (1947) 208 p.
- Ensayos ecuatorianos 183 p.
- Ensayos grancolombianos 273 p.
- La coronación de la Virgen del Rosario 14 p.
- El Estado orgánico 17 p.
- El Americanismo Hispánico dentro del Panamericanismo 23 p.
- El divorcio de Colombia 120 p.
- La vialidad en las provincias de Azuay y Cañar 47 p.
- Geografía agrícola de la antigua provincia del Azuay 57 p.

### Edición de sus obras
- Obras Completas I Poesía, prolusión del poeta y pasión de poesía, (1977) 479 p.
- Obras Completas II Poesía, diálogo de interioridad (volumen primero), (1977) 491 p.
- Obras Completas III Poesía, diálogo de interioridad (volumen segundo), (1977) 580 p.
- Obras Completas IV Poesía, diálogo de interioridad (volumen tercero), (1977) 702 p.
- Obras Completas V Poesía, elegía y epopeya del espíritu (volumen primero), (1977) 511 p.
- Obras Completas VI Poesía, elegía y epopeya del espíritu (volumen segundo), (1977) 371 p.
- Obras Completas VII Poesía, elegía y epopeya del espíritu (volumen tercero), (1977) 453 p.
- Obras Completas VIII Poesía, poesía de la naturaleza, (1977) 447 p.
- Obras Completas IX Prosa, voz para voces hermanas, (1977) 494 p.
- Obras Completas X Prosa, América y España (1977), 389 p.
- Obras Completas XI Prosa, pleito secular (1977), 721 p.
- Obras Completas XII Prosa, la consciencia nacional y otros ensayos de historia (1977), 566 p.

## Legado y memoria

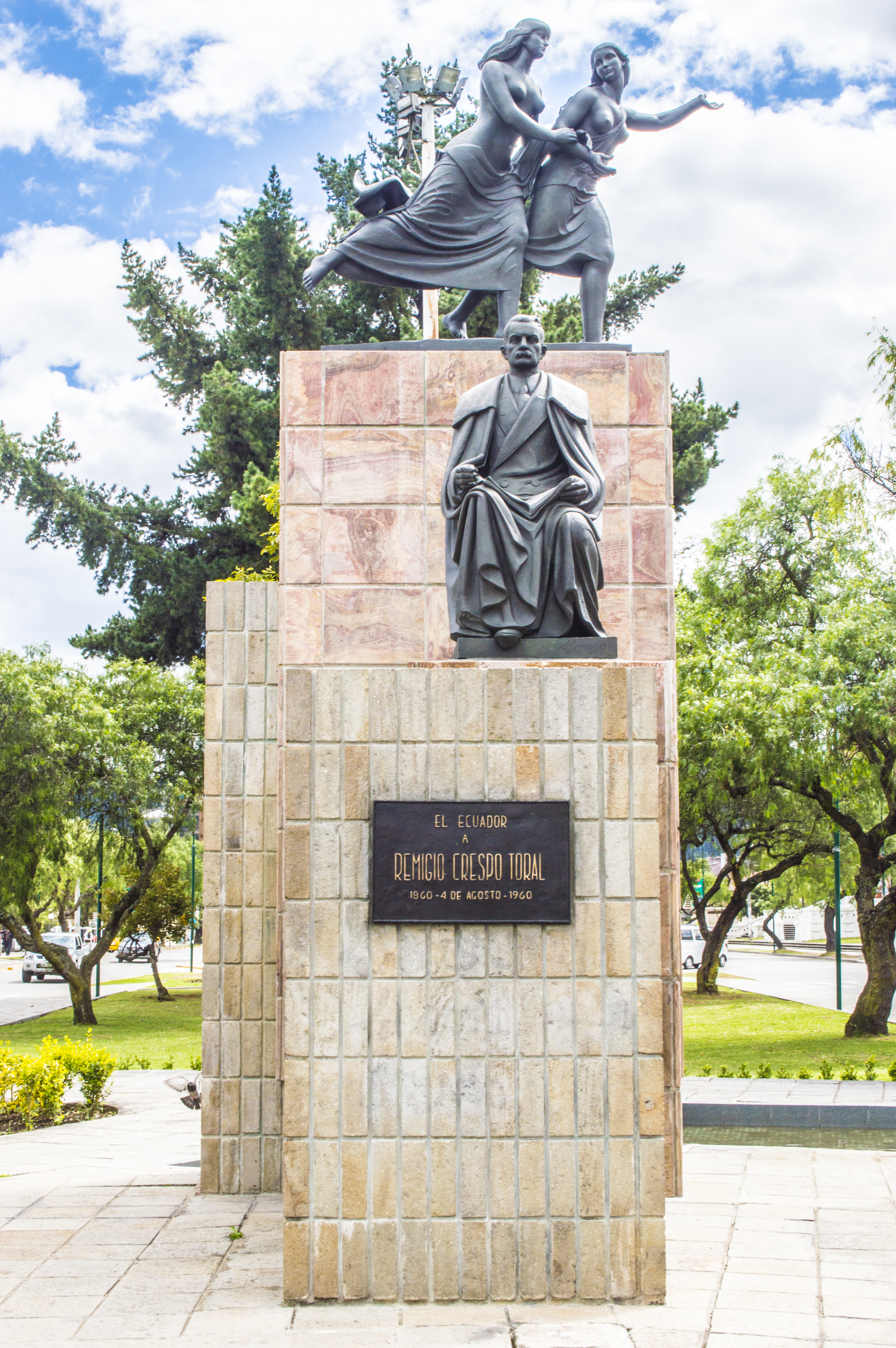
Estatua de Crespo Toral en la Av. Fray Vicente Solano en Cuenca.

Su legado es tanto cultural como político. Fue un importante autor, uno de los más representativos de la Cuenca tradicional. Siempre apegado al valor de lo local, buscó a través de ello diferenciarse del modernismo literario que marcó su época y que a su juicio era una corriente frívola llena de "artificio retórico y de prestados colores". Su formación fue en las letras clásicas y en consecuencia su poesía buscaba apegarse a dichas formas, por lo que se caracterizaba "por atemperar los atisbos de una emoción más personal y subjetiva". Además también fungió como político destacado y su nombre se ligó al de la Universidad de Cuenca, como uno de los principales exponentes de dicha institución. Representó en variadas ocasiones ante el Congreso como Diputado y Senador, a su provincia. Adicional a esto, fue el iniciador de la Fiesta de Lira para impulsar la poesía. Sería además miembro de la Academia de la lengua. También desarrollaría su carrera periodística fundando en 1885  el periódico político y literario "El Progreso" así como la revista "La Unión literaria". Por su destacada obra poética sería coronado el 4 de noviembre de 1917 por el gobierno de Ecuador. A todo esto se suma el hecho de que a partir del siglo XX añadiría a sus aportes políticos culturales, el valor empresarial al ser uno de los principales fundadores del banco de su provincia, del cual sería además su vicepresidente.
En memoria suya, tanto en Cuenca como en el Ecuador hay varios lugares que llevan el nombre de este destacado personaje, como:
- Museo Municipal Remigio Crespo Toral, en el 7-07 Calle Larga, Cuenca.
- Calle Remigio Crespo Toral, Cuenca.
- Estatua a Remigio Crespo Toral, en la avenida Solano, Cuenca.
- Parroquia Remigio Crespo Toral, cerca de Cuenca.
- Escuela Remigio Crespo Toral, Cuenca.
- Escuela de Bellas Artes Remigio Crespo Toral, Cuenca.